# Thais curlingteam (mannen)
Het Thaise curlingteam vertegenwoordigt Thailand in internationale curlingwedstrijden.

## Geschiedenis
Thailand maakte zijn debuut op het internationale curlingtoneel in 2025 tijdens de Aziatische Winterspelen in het Chinese Harbin. De eerste interland in de Thaise geschiedenis werd met 23-0 verloren van Japan. Thailand wist geen enkele wedstrijd te winnen en eindigde op de elfde en laatste plaats.
Andorra · Australië · België · Bosnië en Herzegovina · Brazilië · Bulgarije · Canada · China · Chinees Taipei · Denemarken · Duitsland · Engeland · Estland · Filipijnen · Finland · Frankrijk · Georgië · Griekenland · Groot-Brittannië · Guyana · Hongarije · Hongkong · Ierland · IJsland · India · Israël · Italië · Jamaica · Japan · Kazachstan · Kenia · Kirgizië · Kroatië · Letland · Liechtenstein · Litouwen · Luxemburg · Mexico · Nederland · Nieuw-Zeeland · Nigeria · Noorwegen · Oekraïne · Oostenrijk · Polen · Portugal · Puerto Rico · Qatar · Roemenië · Rusland · Saoedi-Arabië · Schotland · Servië · Slovenië · Slowakije · Spanje · Thailand · Tsjechië · Tsjecho-Slowakije · Turkije · Verenigde Staten · Wales · Wit-Rusland · Zuid-Korea · Zweden · Zwitserland